# Seminellogon cerroarulensis
Seminellogon cerroarulensis är en mångfotingart som beskrevs av Hoffman 1954. Seminellogon cerroarulensis ingår i släktet Seminellogon och familjen Aphelidesmidae. Inga underarter finns listade i Catalogue of Life.